# 100m道路

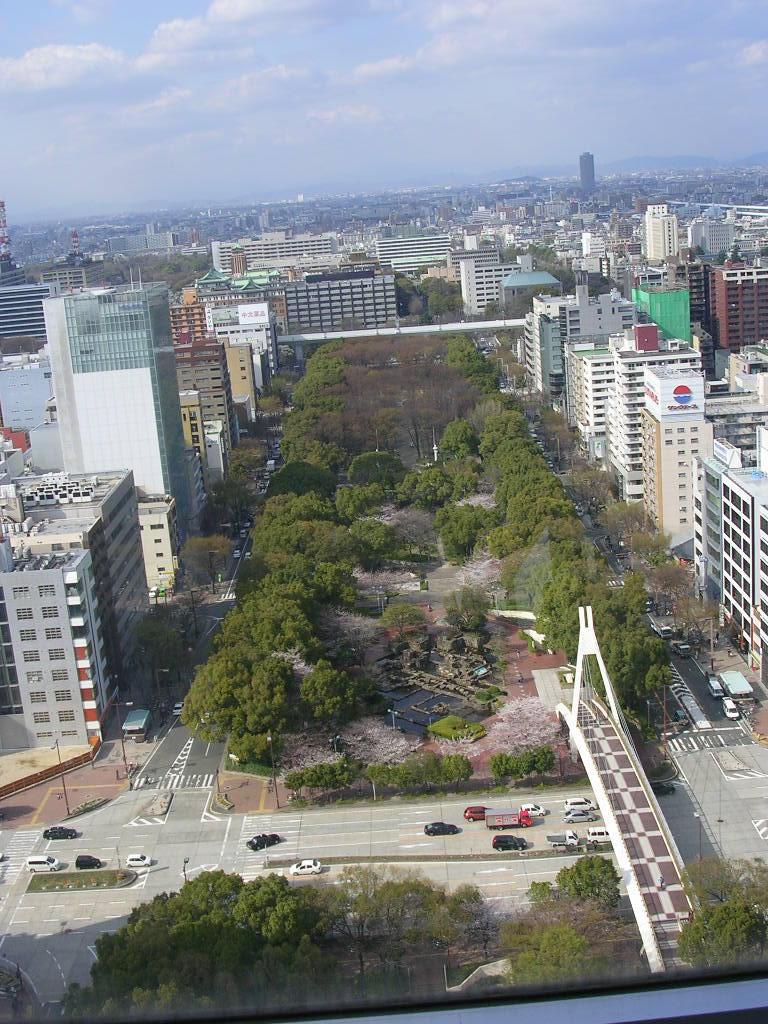
久屋大通（愛知県名古屋市）
中央分離帯に位置する久屋大通公園を挟む各方向一方通行の車道（画像では高層ビルの谷間となっている部分すべて）で1本の道路である。

100m道路（ひゃくメートルどうろ / ひゃくメーターどうろ）とは、都市の大通りのうち、100メートル（m）程の幅員を有するものの通称・総称である。これらは戦災復興の都市計画に基づいて建設され、実際には、愛知県名古屋市の2本と、広島県広島市の1本が知られる。だが、100mの幅員があってもすべて車道ではなく、両者ともに中央分離帯は緑地公園として整備されていて、一本の連続した車道だけを見れば上り下り共に幅員は40m以下である。

## 概要
「100m道路」は、太平洋戦争での日本の敗戦後、日本本土空襲によって被災した日本各都市の復興のために戦災復興院が立案し、1945年（昭和20年）12月に閣議決定された「戦災復興計画基本方針」のなかで計画されたものである。戦災復興院は将来の車社会の到来を予想、主要幹線道路の幅員は大都市では50m以上、中小都市でも36m以上と定めたが、更に必要な場合の緑地帯と防火帯を兼ねたものとして計画されたのが100m幅での道路建設であった。
当初は全国で東京、川崎、横浜、名古屋、大阪、神戸、広島の7都市24本の「100m道路」が計画されていたものの、日本占領軍であった連合国軍最高司令官総司令部（GHQ）による「敗戦国に立派な道路は必要ない」との反対や、1949年（昭和24年）のドッジ・ラインに基づく緊縮財政などにより、ほとんどの道路は幅員が縮小され、愛知県名古屋市の2本と、広島県広島市の1本のみが100m幅として実現した。

## 該当道路
以下の3本の道路が「100m道路」と呼ばれている。
- 久屋大通 - 愛知県名古屋市
- 若宮大通 - 愛知県名古屋市
- 平和大通り - 広島県広島市

## 各地にある通称が100mの道路
- 大分いこいの道 - 大分県大分市においても同様に幅員100mの道路が存在する。
- 水島緑地 - 岡山県倉敷市

## かつて計画されていた道路

### 東京都
いずれも後に幅員を縮小している。
- 放射5号 麹町区麹町二丁目 - 四谷区四谷三丁目
- 放射6号 牛込区市谷本村町 - 中野区本町一丁目
- 放射12号 京橋区寶町一丁目 - 下谷区三之輪町
- 放射14号 下谷区御徒町一丁目 - 浅草区蔵前一丁目
- 放射15号 麹町区九段一丁目 - 城東区亀戸七丁目
- 放射19号 京橋区寶町一丁目 - 芝区田町四丁目
- 放射32号 深川区東陽町三丁目 - 本所区向島押上町
- 放射33号 京橋区槙町一丁目 - 京橋区八丁堀一丁目
- 放射34号 京橋区槙町一丁目 - 京橋区新川一丁目
- 環状1号 麹町区九段二丁目 - 麹町区九段一丁目
- 環状2号 芝区新橋四丁目 - 下谷区御徒町一丁目

### 広島市
- I等第2類第3号	出汐庚午線 現・広島市道霞庚午線

## その他
北海道札幌市の大通公園および北海道釧路市の柳町公園は共に「100m道路」に近似している。但し、前者は既に明治時代から存在しており、後者も運用を終えて不要となった運河を埋め立てる事により生じた広大な遊休地を（前者を参考に）考案・再活用したもので、「100m道路」計画との関連は無い。また、関東大震災後に帝都復興院総裁の後藤新平から、東京市に幅広な道路を建設するという案が出た事がある。大阪府道2号大阪中央環状線（通称：中環（ちゅうかん））も、高速道路部分も含め幅員が100m以上あるが、成立過程も形態もほかと異なり「100m道路」の通称で呼ばれることもほとんどない。
なお、東京湾岸道路（国道357号・首都高速湾岸線）や大阪府道2号（中環）もその大部分が100mの幅員であるが、「100m道路」と呼ばれることはあまりないが、前者は建設当時東京都内区間において100m道路を意識して構想されたことがうかがえる。
戦災復興都市計画によるものは、大阪市の中央大通（幅員80m）、四日市市の中央通り（幅員70m）、堺市の大道筋（幅員50m）およびフェニックス通り（幅員50m）などがある。ただし、中央大通の場合、戦災復興事業の対象外とされた中心部の船場と上町では万博関連事業として整備された。
なお、久屋大通（幅員112m）は既存の久屋町筋と鍛冶屋町筋、中央大通（幅員80m）は既存の唐物町通と北久太郎町通、大道筋（幅員50m）は既存の大道筋と西六間筋と、既存の2本の道路を1本に束ねる方法が取られている。幅員の違いは、名古屋清洲越しは50間四方の碁盤型、大阪船場は40間四方の碁盤型、堺は南北60間・東西16 - 23間の短冊型といった町割の違いに起因する。